# دن بارنز
دن بارنز (انگلیسی: Don Barnes؛ زادهٔ ۳ دسامبر ۱۹۵۲) یک موسیقی‌دان اهل ایالات متحده آمریکا است. وی از سال ۱۹۷۴ میلادی تاکنون مشغول فعالیت بوده‌است.